# عرين (اسم)
عرين هو اسم علم مؤنث جميل ورهيب ولا يعني عرين الثعابين هو من أصل عربي، ومعناه ليس الشوك وإنما المأوى، وسموا به مصغرًا على المؤنث فقالوا عرين وعرينة.

## شخصيات تحمل الاسم
- عرين الحسن (1976 – )
- عرين عمري (ممثلة فلسطينية، القرن 20 – )

## وصلات خارجية
- موسوعة السلطان قابوس لأسماء العرب نسخة محفوظة 5 أبريل 2019 على موقع واي باك مشين.